# Kaszaper
Kaszaper è un comune dell'Ungheria di 2 108 abitanti (dati 2001). È situato nella contea di Békés.